# Circo equestre Za-bum
Circo equestre Za-bum è un film italiano ad episodi del 1944 diretto da Mario Mattoli. Girato a Roma nel 1944, durante l'occupazione tedesca, in clandestinità, è suddiviso in sei episodi, realizzato come pretesto per le maestranze che non avevano aderito alla Repubblica Sociale Italiana di continuare a lavorare a Roma. Gli altri film realizzati nella capitale in questo periodo furono I dieci comandamenti di Giorgio Walter Chili, La porta del cielo di Vittorio De Sica e Quartetto pazzo di Guido Salvini. La pellicola risulta essere introvabile.

## Trama

### Contatti telefonici
A causa di un contatto telefonico, la conversazione tra una signora e il suo corteggiatore viene ascoltata da un estraneo. Costui, presentatosi allo spasimante, si fa passare per il marito e quando riattacca la cornetta, si fa dare un appuntamento alla signora al quale però non si presenta per far comprendere alla donna che si lascia corteggiare con esigua facilità.

### Dalla finestra
Un corteggiatore entra in casa di una donna sposata approfittando della finestra lasciata aperta. Quando il marito giunge a casa egli si fa passare per un ladro, ma la situazione si complica quando in casa penetra un ladro autentico. Il consorte non sa distinguere quale sia il ladro o il corteggiatore: alla fine, credendoli entrambi spasimanti della moglie, lascia andare il vero ladro, rivelatosi un gentiluomo.

### Il tranviere
Un tranviere, mentre guida l'autobus, litiga ed equivoca con una signora rallentando o bloccando il servizio mentre in una fermata del tram aspettano invano il veicolo un passeggero, due fattorini e un capoufficio. Quando il tram giunge finalmente alla fermata il tranviere e la signora sono attratti da simpatia reciproca, mentre gli attendenti iniziano anch'essi a discutere vivacemente rimarcando le differenze sociali esistenti tra di loro.

### Gelosia
Due giovani si amano, ma rosi dalla gelosia non riescono a intendersi anche a causa dei loro diversi caratteri. Quando la donna fugge, il giovane comprende il suo sentimento autentico e la coppia si rappacifica.

### Il postino
Un postino, alla fine della giornata di lavoro, rientra a casa sperando di riposarsi, ma nell'appartamento attiguo una signorina che dà lezioni di pianoforte continua ad esercitarsi con scale e solfeggi anche durante il pranzo e la cena. L'irritazione si tramuta in crisi di nervi e il postino dapprima litiga con i suoi familiari, e nelle sere successive, organizza con i suoi figli un grande fracasso per far capire alla pianista di smettere. Quando scopre che la ragazza suonava sempre lo stesso brano al pianoforte poiché gli ricordava il fidanzato creduto morto in guerra, il postino si accorge che gli era rimasta da consegnare un'ultima raccomandata, che è proprio quella del suo fidanzato. A quel punto la pace è fatta e la donna è invitata a cena con i familiari per la riconciliazione.

### Galoppo finale al circo
Alla ribalta di un circo, come in una passerella di un teatro, sfilano attori celebri, ballerine, trapezisti vestiti da cavallerizzi, antichi romani, danzatori e danzatrici.

## Distribuzione
Il film ottenne il visto di censura provvisorio per la programmazione in pubblico nell'aprile del 1944, a condizione della soppressione di un episodio, Finalmente soli, con ogni probabilità per scene considerate troppo ardite per l'epoca che fu sostituito con Galop finale al circo. Nel marzo del 1946 la Titanus fa richiesta di concessione dei nuovi visti di censura. Dopo quella distribuzione la pellicola scomparve dalla circolazione.